# قانون تهجیر

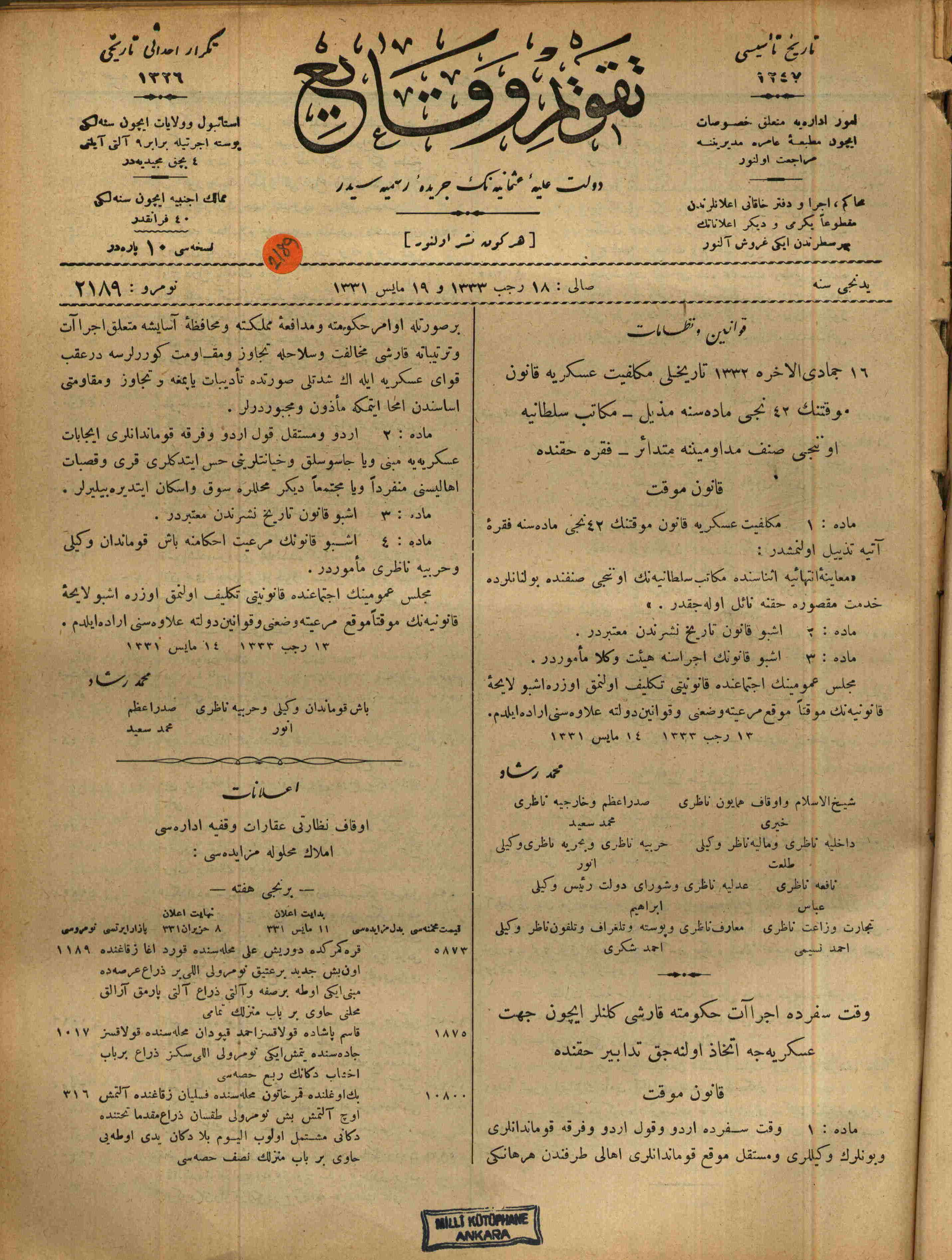
قانون تهجیر منتشر شده در روزنامه دولتی تقویم وقایع

پس از اتفاق نظر در جلسه سری دربارهٔ حل مسئله ارمنی از طریق انعدام فیزیکی، فرمانی صادر شد که بر اساس آن کلیه ارمنیان که در ارمنستان غربی و در جوار میدان‌های جنگ بودند، (البته بر خلاف قانون صادره در مناطق دورتر از جنگ هم اجرا شد) باید به نواحی ای در میان رودان و دیرالزور و مناطق دیگر کوچ داده می‌شدند. این فرمان با تصویب در هیئت دولت «قانون تهجیر» نامیده شد. البته در فواصل زمانی مختلف در تکمیل قانون تهجیر فرامین دیگری هم به تناوب صادر می‌شد که همه آن‌ها در تأیید و تداوم کوچ اجباری ارمنیان از موطنشان بود. قابل توجه اینکه تمامی این فرمان‌ها بدون تصویب مجلس و تنها به اراده الیگارشی اتحاد و ترقی تصویب و تنفیذ می‌شد چراکه کمیته اتحاد و ترقی چند صباحی پس از شروع جنگ طی فرمانی مجلس شورای ملی را تعطیل کرد.
هیئت وکلا و در راس آن طلعت پاشا هم برای اجباری کردن قانون تهجیر امریه نهایی مربوط به کوچ اجباری ارمنیان را به ولایت صادر و حزب اتحاد و ترقی مرکز نیز کلیه شعب و بازرسان خود را از موضوع مطلع کرد.
غیر از این امریه وزارت داخله بخشنامه‌ای نیز به تاریخ ۱۳ رجب ۱۳۳۳ مصادف با ۱۴ ماه مه ۱۹۱۵ میلادی به شرح زیر برای مسئولان ولایت ارسال کرد:
ماده اول: «هر گاه و به هر شکل مردم علیه فرامین دولتی و تدابیر مربوط به برقراری نظم و عدالت در کشور شورش کرده و به مقاومت مسلحانه علیه آن برخیزند، پلیس، ژاندارم و دیگر گروه‌های نظامی حق دارند و باید به مقابله با آن‌ها پرداخته و شورش را سرکوب و عاملان آن را تنبیه نمایند.»
ماده دوم: «فرماندهان نظامی و دیگر مقامات مسئول بنا بر تشخیص خود می‌توانند اهالی روستاها را که به خیانت و جاسوسی آن‌ها اطمینان دارند به صورت فردی و جمعی به دیگر نقاط کشور منتقل و اسکان دهند.»
ماده سوم: «مواد این بخشنامه از تاریخ انتشار لازم‌الاجرا است.»
به استناد قانون تهجیر و آیین‌نامه ۳۴ ماده‌ای مورخ ۱۰ ژوئن ۱۹۱۵ میلادی واحدهای ارتش و تشکیلات مخصوصه به همراه ژاندارمری کار جا به جایی و تبعید ارمنیان را آغاز کردند.
- تبعید یا نابودسازی؟

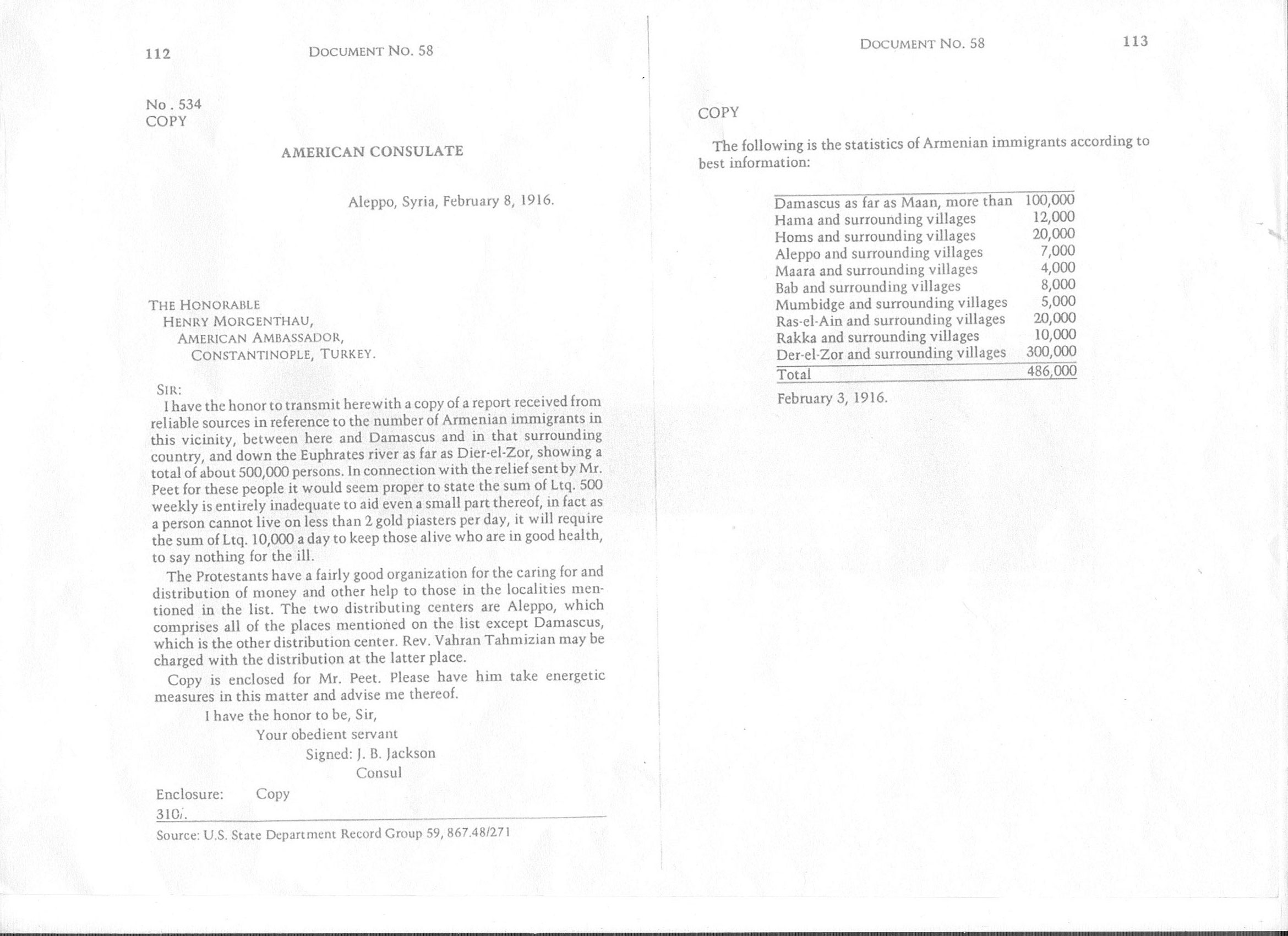
سند وزارت امور خارجه آمریکا تعداد اخراجی‌های ارمنی از دولت عثمانی به کشور سوریه سال ۱۹۱۶ میلادی

در بعضی مناطق به ارمنیان طی اخطاریه دو هفته مهلت داده‌اند و در برخی دیگر فقط مهلت دو ساعته در برخی مناطق به اخراج شوندگان اجازه داده شده بعضی از اموال خود را بردارند، در برخی مناطق هم برداشتن و فروختن هر چیز منع شده‌اند. ارمنیانی که اشیاء قیمتی با خود برداشته بود تنها مرگ خود را تسریع کردند. به هر حال، قاعده این بوده‌است که اخراج‌ها همه جا قبل از زمان اعلان شده شروع شده‌اند. ارتش سوم که کنترل ولایت‌های شرقی را در اختیار داشته با صدور اخطاریه‌ای اعلام کرده بود مسلمانانی که به ارمنی‌ها کمک برسانند در مقابل خانه‌اش اعدام و خانه‌اش سوخته خواهند شد.
در طول اخراج‌ها، نه در آغاز، نه در میانه راه و نه در مقصدهای نهایی، هیچ تدارکاتی برای جابجایی توده عظیمی از مردم در نظر گرفته نشده بود. همین دلیل به تنهایی برای اثبات اینکه هدف این عملیات نابودسازی از پیش اندیشیده بوده، کافی است.
با توجه پیغام‌های کنسولی معلوم می‌شود که هیچ گونه کمکی چه غذایی چه مالی و غیره به تبعیدیان مجاز نبود. سفیران و کنسول‌های آلمان از تدارک و تهیه کمک منع شده بودند. نهم دسامبر ۱۹۱۵ میلادی سفیر ولف مترنیخ اطلاع یافت در جهت قطع امید ارمنیان از کمک‌های خارجی، پیشنهادش برای کمک به تبعیدیان پذیرفته نشده‌است. سفارت آلمان در ۲۸ آوریل ۱۹۱۶ همان جواب رد پیشین را دریافت کرد. در دوازدهم اوت ۱۹۱۶ باخبر شدند تلاش مشابهی از سوی آمریکایی‌ها نیز به شکست برخورده است.
محمد جلال بِی فرماندار کل حلب زمانی که به قونیه انتقال یافت کوشید مانع اخراج‌ها شود اما ناکام ماند، او بعدها چنین بازگو کرده‌است:
«در قونیه من مردی تنها بودم که کنار رود به هیچ وسیله نجاتی ایستاده بودم، اما در رود به جای آب خون روان بود و هزاران کودک بی گناه، پیرمرد بی تقصیر، زن عاجز در آن غرقه بودند و مردان جوان قوی هیکل برسر راهشان ایستاده بودند تا نگذارند کسی جان به در برد. من هر چند را که توانستم با دستانم بیرون کشیدم و نجات دادم اما بقیه، با جریان آب به پایین رانده شدند و هیچ‌کدام زنده نماندند.»
حسین کاظم قدری به کنسول آلمان در دمشق گفته‌است:
«به دستورهای او اعتنایی نمی‌شود، در واقع مقامات دولتی دقیقاً خلاف آن را اجرا می‌کنند. دولت کمترین میلی به کمک به ارمنیان ندارد، او حتی بیم دارد قصد معدوم‌سازی همه آن‌ها باشد. این سیاست وحشیانه ننگ بزرگی برای ترکیه خواهد بود.»
حسین کاظم به نشانه اعتراض از سمت خود استعفاء داد و بعدها در خاطراتش نوشت در نتیجه نقشه‌های شوم دولت تنها در لبنان دویست هزار نفر قربانی شدند.
بر اساس سند وزارت امور خارجه آمریکا تعداد اخراجی‌های ارمنی از دولت عثمانی به کشور سوریه سال ۱۹۱۶ میلادی به شرح زیر بوده‌است:
(دمشق ۱۰۰٬۰۰۰ نفر، حما ۱۲٬۰۰۰ نفر، حمص ۲۰٬۰۰۰ نفر، حلب ۷٬۰۰۰ نفر، معمره نعمان ۴٬۰۰۰ نفر، الباب ۸٬۰۰۰ نفر، استان رقه ۱۰٬۰۰۰ نفر، راس العین ۲۰٬۰۰۰ نفر، دیرالزور ۳۰۰٬۰۰۰ نفر، مامیدژ ۵٬۰۰۰ نفر. جمع کل: ۴۸۶٬۰۰۰ نفر)

## برای مطالعهٔ بیشتر
- Whitehorn, Alan (2015). The Armenian Genocide: The Essential Reference Guide. Santa Barbara, California: ABC-CLIO, LLC. p. 248-251. ISBN 978-1-61069-687-6.